# Prison de Bure
Pour les articles homonymes, voir Bure.
HM Prison Bure
La prison de Bure (en anglais : HM Prison Bure ou HMP Bure), est une prison britannique pour hommes de catégorie C, située dans la localité de Scottow, dans le comté de Norfolk, en Angleterre. La prison est gérée par His Majesty's Prison Service et est entrée en service en novembre 2009.

## Histoire
La prison de Bure est construite sur une partie du terrain de l'ancienne base aérienne de la RAF de Coltishall. Construite pendant la Seconde Guerre mondiale, la base de Coltishall est utilisée pour les chasseurs nocturnes, puis les avions d'attaque au sol. Dans ses dernières années d'utilisation, la base abrite la « Force Jaguar » dont les Jaguar peints en rose jouent un rôle majeur dans la guerre du Golfe de 1991 dans le cadre de l'Opération Granby (en). En raison des coupes budgétaires dans la politique de défense et de la réorganisation de la Royal Air Force, la base est officiellement fermée le 30 novembre 2006.
En janvier 2007, le Bureau de l'Intérieur britannique exprime son intérêt pour utiliser l'ancienne base de la RAF. Il est ainsi initialement envisagé de réutiliser le site afin d'accueillir un nouveau centre de rétention pour migrants. Cependant, à la fin de la même année, les médias indiquent que le Bureau de l'Intérieur prévoirait d'établir une nouvelle prison sur le site. Ainsi, en janvier 2009, le conseil du district de North Norfolk approuve les plans visant à créer une prison de catégorie C sur l'ancienne base aérienne.
En août 2009, il est révélé que la nouvelle prison serait principalement utilisée pour emprisonner des délinquants sexuels, avec une capacité d'environ 500 détenus.
Le ministère de la Justice prend possession temporairement de l'ensemble du site de la base pendant que les travaux de construction sont en cours. La majeure partie de la prison est construite dans les anciens blocs H auparavant occupés par les pilotes, un ancien mess des sous-officiers subalternes et le club social NAAFI (en) de la base aérienne. De nouvelles clôtures à double enceinte sont construites. La première phase de construction s'achève en novembre 2009 et permet ainsi à la prison d'ouvrir avec une capacité d'accueil de 259 détenus. La deuxième phase de la construction est achevée en mars 2010, qui porte la capacité de l'établissement à 523 places.
Une nouvelle aile « Res 7 » ouvre ses portes en novembre 2013, augmentant la capacité d'accueil de 101 détenus supplémentaires, la faisant passer à 624. En plus de cette augmentation de l'hébergement, une zone « Régimes » est en cours de construction afin d'offrir des lieux d'activités supplémentaires.

### Nom
Le nom de la prison est tiré de la rivière Bure (en) voisine et a été choisi de préférence aux noms de villes locales, telles que Aylsham, Coltishall et Wroxham à la suite des inquiétudes exprimées par les conseils paroissiaux et les élus locaux.

## Description
La prison de Bure ouvre ses portes en novembre 2013. La prison est largement utilisée pour détenir des hommes adultes de catégorie C de la région d'Angleterre de l'est reconnus coupables d'infractions sexuelles. Les quartiers de détentions sont essentiellement composés d'hébergements unicellulaires.
Le centre de ressources et d'apprentissage de l'établissement propose divers cours d'éducation aux détenus, tout comme les départements d'horticulture et de recyclage de la prison. Le travail professionnel proposé aux détenus comprend la peinture et la décoration et le nettoyage industriel. Parmi les autres services et organisations, tels que Nacro (en), Citizens Advice Bureau (en), Jobcentre Plus (en) ou les Alcooliques anonymes, proposent également un soutien aux détenus.
L'établissement dispose également d'un centre d'accueil des visiteurs de la prison géré par l'Ormiston Children and Families Trust (en).